# Crucifix peint (école siennoise, pinacothèque de Sienne)
Le Crucifix de l'école siennoise est un grand crucifix peint en tempera et or sur bois, réalisé vers le début du Duecento par un Maître anonyme  de l'école siennoise ; la grande croix peinte est exposée et conservée à la Pinacothèque nationale de Sienne.

## Attributions
La Fondation Federico Zeri, avec E. B. Garrison, attribue le crucifix 597 (qui viendrait de l'église Sainte-Claire) au Maestro di Tressa (it) et en détaille les scènes annexes des tabelloni : Cristo crocifisso, Bacio di Giuda, Cristo deriso, Flagellazione di Cristo, Deposizione di Cristo dalla croce, Pie donne al sepolcro, Discesa di Cristo al limbo.
Une étude plus récente l'attribue au Maestro di San Pietro in Villore.

## Description
Le crucifix,  qui vient de l'église Sainte-Claire, respecte les conventions du Christus triumphans, Christ mort mais triomphant sur la croix issue de l'iconographie religieuse gothique médiévale occidentale (qui sera à son tour remplacé, par le Christus patiens, résigné à la mode byzantine de Giunta Pisano et ensuite, à la pré-Renaissance, par le  Christus dolens des primitifs italiens). 
Attributs du Christus triumphans montrant la posture d'un Christ vivant détaché des souffrances de la Croix :
- Tête relevée (quelquefois tournée vers le ciel), ici très auréolée,
- yeux ouverts,
- corps droit,
- du sang peut s'écouler des plaies.

Le crucifix présent, très endommagé,  comporte de nombreux manques :
- Le montant supérieur de la Croix est absent (coins sur l'auréole).
- Il comporte des scènes annexes latérales des flancs du Christ (voir descriptif dans le chapitre Attribution).
- Les extrémités latérales, haute et basse de la croix, sont privées de leurs scènes en tabellone.
- Les panneaux des flancs du Christ affichent des traces des scènes de la Crucifixion.